# الاضطرابات العسكرية في غينيا بيساو 2010
وقعت الاضطرابات العسكرية في غينيا بيساو في 1 أبريل 2010. ووضع الجنود رئيس الوزراء كارلوس غوميز جونيور قيد الإقامة الجبرية، واحتجزوا أيضًا رئيس أركان الجيش زامورا إندوتا. ورد أنصار غوميز وحزبه، الحزب الأفريقي لاستقلال غينيا والرأس الأخضر، على تحرك الجيش بالتظاهر في العاصمة بيساو؛ ثم حذر أنطونيو إندجاي، نائب رئيس الأركان، من أنه سيقتل غوميز إذا استمرت الاحتجاجات.

## أحداث 1 أبريل
في صباح يوم 1 أبريل 2010، حاصر الجنود مكتب رئيس الوزراء كارلوس غوميز جونيور. واحتجز الجنود غوميز ونقلوه إلى معسكر للجيش، رغم أنه نُقل إلى منزله في وقت لاحق من اليوم وبقي هناك تحت الحراسة. كما احتُجز زامورا إندوتا، رئيس أركان الجيش، واحتُجز في المعسكر. تم القبض على الأدميرال بوبو ناتشوتو من مجمع الأمم المتحدة في بيساو الذي لجأ إليه قبل 95 يومًا بسبب مزاعم بوجود مؤامرة انقلاب وظهر على الفور كواحد من قادتهم. 
بعد أن أخذ الجنود غوميز، تظاهر المئات من أنصاره بالقرب من مكتبه ومن ثم منزله، احتجاجًا على تصرفات الجنود. في مؤتمر صحفي، حذر نائب رئيس أركان الجيش، أنطونيو إندجاي، المتظاهرين من أنه سيقتل غوميز ما لم يوقفوا احتجاجهم.   كما وصف غوميز بأنه «مجرم» يجب تقديمه للمحاكمة.  في غضون ذلك، أعرب ناتشوتو عن ازدرائه للمتظاهرين، قائلاً إنهم فشلوا في إظهار أي دعم لنفسه عندما كان عالقًا في مجمع الأمم المتحدة: «لقد أمضيت 11 عامًا في القتال من أجل استقلال غينيا بيساو. لم يشارك جوميز في تلك المعركة. إذا استمر السكان في الخروج إلى الشوارع، سأرسل الجيش لتنظيف الشوارع».  وتفرق المتظاهرون بعد ذلك، واستجابوا للتحذيرات على ما يبدو. 
وعلى الرغم من تصريحاته الأولية العدائية، فقد تبنى نجاي نبرة أقل تصادمية في وقت لاحق من اليوم، واصفًا الأحداث بأنها «مشكلة عسكرية بحتة» وقال إنها «لا تهم الحكومة المدنية». وشدد على أن «المؤسسات العسكرية تظل وستبقى خاضعة للسلطة السياسية». ووصف الرئيس مالام باكاي سانها الأحداث بطريقة مماثلة وقال إنه سيسعى إلى «حل ودي لهذه المشكلة». 

## الأحداث اللاحقة
كان الوضع أقل توتراً بحلول 2 أبريل، ولم يعد الراديو يعزف الموسيقى القتالية التي فُسرت في البداية على أنها إشارة إلى محاولة انقلاب. وعقدت الحكومة اجتماعا ونددت بمعاملة الجنود لغوميز. بعد ذلك، أخذ الجنود غوميز للقاء الرئيس سانها؛ بعد الاجتماع، أعلن غوميز أنه لن يستقيل. وبدا أنه يقلل من شأن الموقف، واصفا إياه بـ «الحادث»، قائلا إن «المؤسسات ستعود إلى وظائفها الطبيعية».
زار وفد برئاسة المستشار الرئاسي ماريو كابرال إندوتا، الذي ظل محتجزًا في ثكنة، في 3 أبريل/نيسان. وبحسب كابرال، فإن إندوتا «تُعامل بشكل جيد وهي بخير». غادر رئيس الوزراء غوميز غينيا بيساو في أواخر أبريل 2010 وتوجه إلى البرتغال، حيث مكث هناك لعدة أشهر؛ تم شرح إقامته الطويلة في البرتغال رسميًا على أنها مرتبطة بصحته. عاد في النهاية إلى بيساو في 16 يونيو/حزيران. عند عودته، تعهد بأن يظل هو وحكومته في مناصبهم وأنه لن يستقيل؛ قال إنه لا يمكن عزله إلا من خلال مؤتمر استثنائي للحزب الأفريقي لاستقلال غينيا والرأس الأخضر. ووصف نفسه بأنه «عامل استقرار»، وقال إن جهوده «لإنهاء الأزمة السياسية» تعتمد على «حسن نية الناس الذين يحاولون بأي ثمن إغراق البلاد في الفوضى». التقى غوميز مع إندجاي، الذي قال لاحقًا إنه يمكن أن يتعاون هو وغوميز و«تم الآن تسوية كل شيء».